# Saskia Mulder (handbalster)
Saskia Mulder (Oosterhesselen, 25 november 1978) is een voormalige Nederlandse handbalster. In 2007 stopte ze met handbal vanwege een chronische knieblessure.